# Martin Procházka (lékař)
Martin Procházka (* 8. července 1970 Ostrava) je český lékař, v letech 2019 až 2021 děkan Fakulty zdravotnických věd Univerzity Palackého v Olomouci a v letech 2021 až 2025 rektor Univerzity Palackého v Olomouci. Ve své odborné práci se zaměřuje na perinatologii, fetomaternální medicínu a lékařskou genetiku, zejména na závažné komplikace těhotenství či na problematiku geneticky podmíněných poruch krevního srážení.

## Profesní život
Martin Procházka v roce 1994 vystudoval Lékařskou fakultu Univerzity Palackého v Olomouci. V tomto roce začal působit na Porodnicko-gynekologické klinice FN a LF UP Olomouc. V oboru Gynekologie a  porodnictví získal atestaci I. stupně (1997) a poté atestaci II. stupně (2001). Roku 2007 se stal docentem v oboru Porodnictví a gynekologie na Lékařské fakultě UP. Získal specializační způsobilost v oblasti lékařské genetiky (2008) v oblasti perinatologie a fetomaternální medicíny (2010). V roce 2016 získal titul Profesor v oblasti porodnictví a gynekologie. V letech 2014 – 2019 působil jako přednosta Ústavu porodní asistence FZV UP a od roku 2014 dosud, je přednostou Ústavu lékařské genetiky Fakultní nemocnice Olomouc. Odborně se specializuje na vysoce riziková těhotenství, trombofilní stavy a na ambulantní gynekologii a prenatální péči, neplodnost a endometriózu.
Studium a působení v zahraničí:
- Působení v rámci Erasmus+ a Internacionalizace v Hasseltu v Belgii (2016,2017,2018)
- Odborná stáž v rámci postgraduálního studia na Porodnicko – gynekologické klinice LUND a Malmo ve Švédsku v rámci programu Socrates (opakovaně)
- Studijní pobyt na Vrie Universiteit Amsterdam v rámci CIPRACT (11/1998)

Martin Procházka je členem řady odborných organizací:
- Česká lékařská komora
- Česká gynekologicko-porodnická společnost (perinatologická sekce a sekce ultrazvukové diagnostiky)
- Mezinárodní společnost pro trombózu a hemostázu
- Výbor ČGPS a Perinatologické sekce